# Die Abenteuer der Teenage Mutant Ninja Turtles
Die Abenteuer der Teenage Mutant Ninja Turtles (Originaltitel: Tales of the Teenage Mutant Ninja Turtles) ist eine US-amerikanische Animationsserie von Christopher Yost und Alan Wan, die auf den Figuren von Kevin Eastman und Peter Laird basiert. Sie dient als Brücke zwischen den animierten Kinofilmen Teenage Mutant Ninja Turtles: Mutant Mayhem und seiner geplanten Fortsetzung. In den USA hatte die Serie am 9. August 2024 Premiere beim Streamingdienst Paramount+. Die deutschsprachige Erstausstrahlung fand am 13. September 2024 bei Nickelodeon statt.

## Handlung
Die erste Staffel knüpft an die Geschehnisse aus Teenage Mutant Ninja Turtles: Mutant Mayham an und erzählt die Geschichte der vier Helden – Leonardo, Raphael, Donatello und Michelangelo – weiter. Nach der Zerstörung ihrer Forschungsarbeit durch Megafly schwört die Wissenschaftlerin Bishop Rache an allen Mutanten. Mit Fördermitteln des Unternehmers Roderic Underwood erschafft sie eine Armee aus Kampfrobotern, die Mechazoids. Diese werden mit dem Ziel programmiert, alle Mutanten zu vernichten. Bei ihrem Vorhaben wird sie von Underwoods Sohn Rod Jr. unterstützt, der als Bedingung für die Finanzierung ein Praktikum bei ihr absolviert.
Bewaffnet mit der neuen KI stellen Bishop und Rod Jr. den Turtles eine Falle. Dabei gerät der Sohn des Unternehmers auf Grund einer natürlichen Mutation, seiner Anisokorie, selbst ins Visier der Roboter. Beim Versuch diese aufzuhalten, sprengen die Turtles versehentlich mehrere Frachtcontainer mit Feuerwerkskörpern in die Luft. Es gelingt ihnen, einen Großteil der Mechazoids zu zerstören, doch sie werden voneinander getrennt. Nun müssen sie sich den verbliebenen Robotern allein entgegen stellen und Bishop ausfindig machen. Leo, Raph, Donnie und Mikey müssen sich persönlichen Herausforderungen unterziehen. Doch es gelingt ihnen, sich im Versteck der Wissenschaftlerin wieder zu finden. In der Roboter-Fabrik kommt es erneut zum Kampf. Als Bishop jedoch erkennt, dass sich die von ihr entwickelte künstliche Intelligenz auch gegen Menschen wendet, möchte sie diese abschalten. Hierdurch wird sie jedoch selbst zur Gefahr für die Mechazoids. Infolgedessen generieren sie eigene Ziele und sehen jedes Lebewesen als potenzielle Gefahr für alle Maschinen.
Bishop erkennt, dass sie einen Fehler begangen hat. Sie wollte den Menschen mit ihrer Forschung helfen, doch nun stellt sich diese gegen alles Leben. Die Wissenschaftlerin schließt einen Waffenstillstand mit den Turtles und gemeinsam erarbeiten sie den Plan, die Mechazoids durch einen elektrischen Impuls zu deaktivieren. In letzter Sekunde können sie den Sprengsatz zünden und so die Maschinen besiegen. Während die Turtles ihren Sieg feiern, verschwindet Bishop und stellt sich den Behörden. Doch entgegen der Erwartung wird ihre Arbeit anerkannt. Sie erhält das Angebot der Earth Protection Force, diese im Kampf gegen die Mutanten zu unterstützen und willigt ein.

## Produktion und Veröffentlichung
Die Abenteuer der Teenage Mutant Ninja Turtles entstand als Koproduktion zwischen den Nickelodeon Animation Studios und Point Grey Pictures. Die Animationsserie, nach einer Idee von Alan Wan und Christopher Yost, basiert auf den Figuren von Kevin Eastman und Peter Laird. Wan und Yost sind auch als Executive Producer und Showrunner tätig. Die Drehbücher stammen, neben Ideengeber Yost, von Matthew Bass, Alex Hanson, Haley Mancini, Kevin Shinick und Elise Roncace. Bei dem Projekt führte Colin Heck die Regie.
In den USA wurde die komplette erste Staffel am 9. August 2024 über den Streamingdienst Paramount+ veröffentlicht. Am 13. September 2024 feierte die Serie mit den ersten sechs Folgen ihre Deutschlandpremiere bei Nickelodeon im Free-TV. Diese wurden am 27. September 2024 zudem auch in Deutschland bei Paramount+ veröffentlicht.

## Synchronisation
Die deutschsprachige Synchronfassung entstand bei Level 45 in Potsdam nach den Dialogbüchern von Daniel Käser und Lars Falinski und unter der Dialogregie von Tom Sielemann.
| Rolle                   | Originalsprecher         | Deutscher Sprecher   |
| ----------------------- | ------------------------ | -------------------- |
| Leonardo / „Leo“        | Nicolas Cantu            | David Kunze          |
| Raphael / „Raph“        | Brady Noon               | Nando Schmitz        |
| Donatello / „Donnie“    | Micah Abbey              | Ben Hadad            |
| Michelangelo / „Mickey“ | Shamon Brown Jr.         | Jerome Weinert       |
| April O’Neil            | Ayo Edebiri              | Gabrielle Pietermann |
| Bishop                  | Alanna Ubach             | Anke Reitzenstein    |
| Rod Jr.                 | Pete Davidson            | Gerrit Schmidt-Foß   |
| Genghis Frog            | Amad Jackson             | Asad Schwarz         |
| Goldfin                 | Timothy Olyphant         | Norman Matt          |
| Leatherhead             | Rose Byrne               | Ranja Bonalana       |
| Lee the Eel             | Jillian Bell             | Anna Carlsson        |
| Mustang Sally           | Danny Trejo              | Klaus Nietz          |
| Pigeon Pete             | Christopher Mintz-Plasse | Hannes Maurer        |
| Wingnut                 | Natasia Demetriou        | Christin Marquitan   |

## Episodenliste
| Nummer (gesamt) | Nummer (Staffel) | Deutscher Titel                    | Erstausstrahlung (Deutschland) | Originaltitel                       | Erstausstrahlung (USA) |
| --------------- | ---------------- | ---------------------------------- | ------------------------------ | ----------------------------------- | ---------------------- |
| 1               | 1                | Leo-Nerd-Os Solomission            | 13. September 2024             | Leonardo Stands Alone               | 9. August 2024         |
| 2               | 2                | Mickey hat einen Plan              | 13. September 2024             | Mickey Does the Right Thing         | 9. August 2024         |
| 3               | 3                | Raphael zerbricht sich den Schädel | 13. September 2024             | Raph Thinks It Through              | 9. August 2024         |
| 4               | 4                | Donnie im Beastmode                | 13. September 2024             | Donnie Hangs Tough                  | 9. August 2024         |
| 5               | 5                | Bishop ist am Zug                  | 13. September 2024             | Bishop Makes Her Move               | 9. August 2024         |
| 6               | 6                | Die Nacht der Mechazoids           | 13. September 2024             | Night of the Mechazoids             | 9. August 2024         |
| 7               | 7                | Raphi geht baden                   | 26. Oktober 2024               | Raph vs. Water                      | 9. August 2024         |
| 8               | 8                | Mikey geht’s an                    | 27. Oktober 2024               | Mikey Takes Charge                  | 9. August 2024         |
| 9               | 9                | Splinter vs. Goldfin               | 2. November 2024               | Splinter and April Fight a Goldfish | 9. August 2024         |
| 10              | 10               | Donnie taucht ab                   | 3. November 2024               | Donnie Goes Deep                    | 9. August 2024         |
| 11              | 11               | Leonardo, der Anführer             | 8. November 2024               | Leonardo Saddles Up                 | 9. August 2024         |
| 12              | 12               | Die Perle                          | 8. November 2024               | The Pearl                           | 9. August 2024         |